# Eriogonum incanum
Eriogonum incanum är en slideväxtart som beskrevs av Torr. & Gray. Eriogonum incanum ingår i släktet Eriogonum och familjen slideväxter. Inga underarter finns listade i Catalogue of Life.